# Hastelloy
Hastelloy é uma marca registada da Haynes International usada como prefixo de uma gama de vinte e duas ligas metálicas altamente resistentes à corrosão incluídas no que na indústria metalúrgica se designa por superligas ou ligas de alto desempenho.
O seu principal ingrediente é o metal de transição níquel. Outros ingredientes são adicionados ao níquel em cada uma das subcategorias desta designação registrada e incluem porcentagens variáveis dos elementos molibdénio, crómio, cobalto, ferro, cobre, manganês, titânio, zircónio, alumínio, carbono e tungsténio.
- Este artigo foi inicialmente traduzido, total ou parcialmente, do artigo da Wikipédia em inglês cujo título é «Hastelloy».